# 柳津町

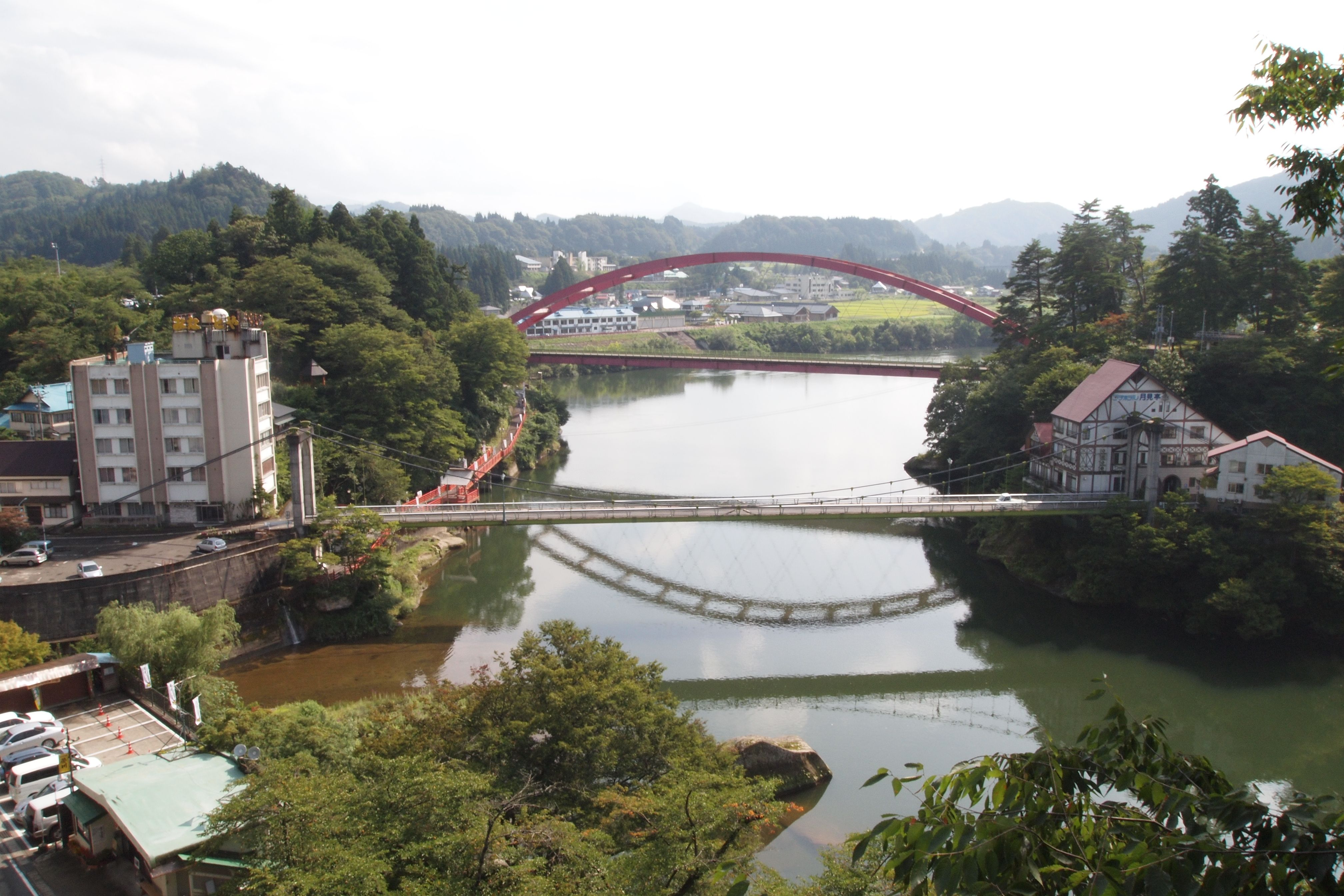
柳津地区、只見川

柳津町（やないづまち）は、福島県会津地方に位置し、河沼郡に属する町。
奥会津の入り口に位置し、圓蔵寺の門前町として発展してきた。赤べこ伝説発祥の地である。

## 地理
南端に博士山（はかせやま、1482 m）があり、南部は山地が目立つ。町を南北に滝谷川が流れ、町の北部を横切る只見川に合流する。只見川に沿ってJR只見線や国道252号が走る。
只見川沿いには河岸段丘が発達し、なかでも只見川の水面から100 mほどの高さにある郷戸原は、町内で最も大きな平地となっている。この郷戸原はもともと稲作が困難な土地であったが、西山地区からトンネルで水を運ぶ用水路が昭和20年代に完成したことで、稲作地帯となった。
只見川と銀山川の合流点にはウグイの生息地「魚淵」があり、「柳津ウグイ生息地」として国の天然記念物となっている。
砂子原カルデラが形成されており、豊富な地熱は柳津西山地熱発電所にて利用されている。
- 山 ：博士山
- 河川：只見川、滝谷川
- 湖沼：

### 気候
町域全体が豪雪地帯対策特別措置法に基づく特別豪雪地帯に指定されている。

### 人口
| 柳津町（に相当する地域）の人口の推移 \| 1970年（昭和45年） \| 6,817人 \| \| \| 1975年（昭和50年） \| 6,013人 \| \| \| 1980年（昭和55年） \| 5,678人 \| \| \| 1985年（昭和60年） \| 5,519人 \| \| \| 1990年（平成2年） \| 5,343人 \| \| \| 1995年（平成7年） \| 5,136人 \| \| \| 2000年（平成12年） \| 4,669人 \| \| \| 2005年（平成17年） \| 4,260人 \| \| \| 2010年（平成22年） \| 4,009人 \| \| \| 2015年（平成27年） \| 3,536人 \| \| \| 2020年（令和2年） \| 3,081人 \| \| |         |  |
| 総務省統計局 国勢調査より |         |  |
| 1970年（昭和45年） | 6,817人 |  |
| 1975年（昭和50年） | 6,013人 |  |
| 1980年（昭和55年） | 5,678人 |  |
| 1985年（昭和60年） | 5,519人 |  |
| 1990年（平成2年） | 5,343人 |  |
| 1995年（平成7年） | 5,136人 |  |
| 2000年（平成12年） | 4,669人 |  |
| 2005年（平成17年） | 4,260人 |  |
| 2010年（平成22年） | 4,009人 |  |
| 2015年（平成27年） | 3,536人 |  |
| 2020年（令和2年） | 3,081人 |  |

## 歴史

### 沿革
- 1889年（明治22年）4月1日 - 町村制施行に伴い河沼郡柳津村、大柳村、細八村が合併し、柳津村が発足。
- 1921年（大正10年）5月1日 - 河沼郡倉戸村、飯谷村と合併し、柳津村を新設。
- 1942年（昭和17年）5月20日 - 町制施行し柳津町となる。
- 1955年（昭和30年）3月31日 - 大沼郡西山村と合併し、柳津町を新設。

## 郵便
- 柳津郵便局（集配局）
- 会津西山郵便局（集配局）

## 教育

### 中学校
- 柳津町立会津柳津学園中学校

### 小学校
- 柳津町立柳津小学校
- 柳津町立西山小学校

## 交通

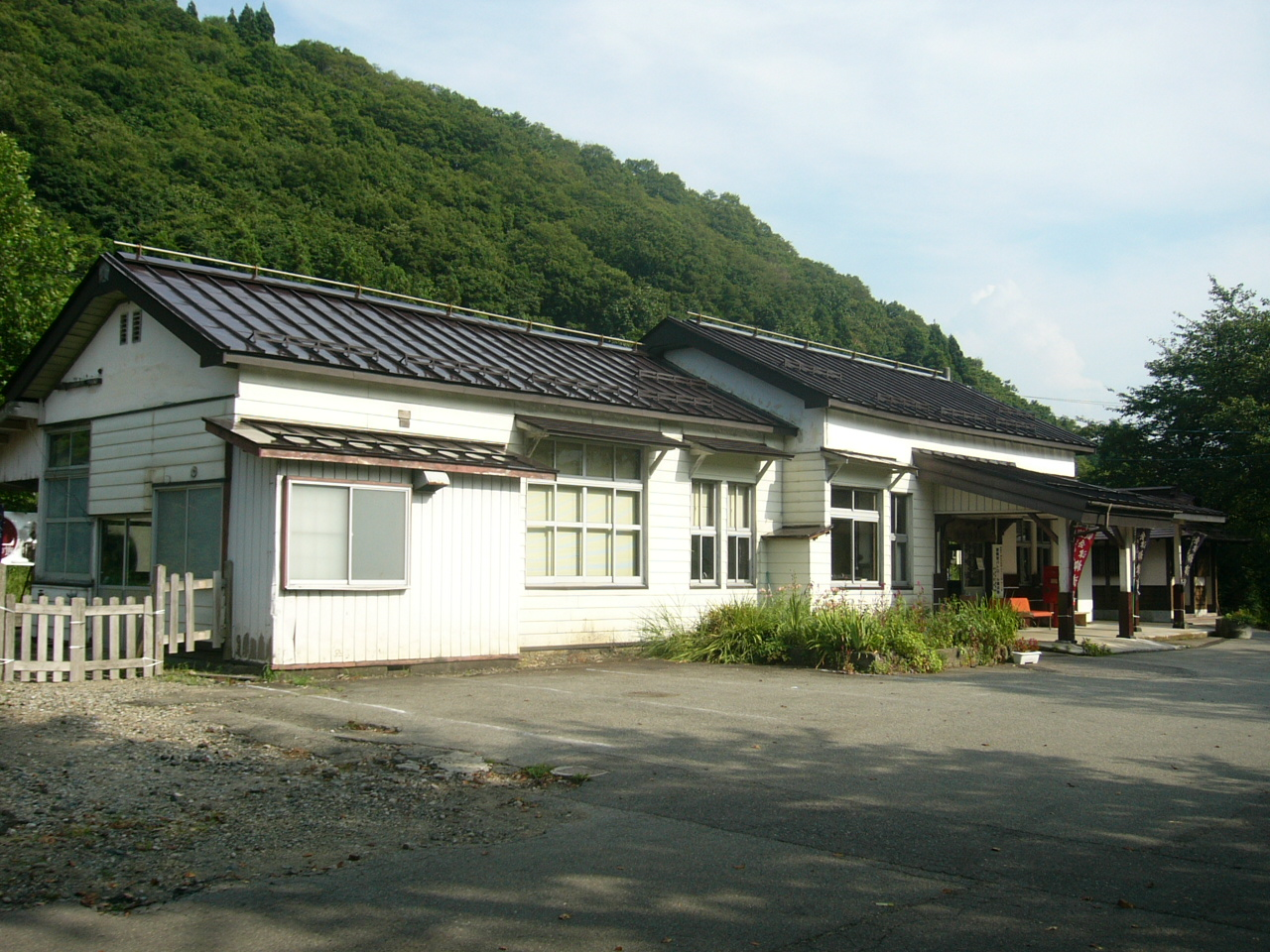
会津柳津駅

### 鉄道路線
- 東日本旅客鉄道（JR東日本）
  - 只見線：会津柳津駅、郷戸駅、滝谷駅

### 路線バス
- 会津乗合自動車
- 柳津町民バス

### 道路
- 高速道路
  - 町域内に高速道路はないが、最寄りのICは、磐越自動車道会津坂下ICである。
- 一般国道
  - 国道49号（越後街道）、国道252号、国道400号
- 主要地方道
  - 福島県道32号柳津昭和線
  - 福島県道53号会津高田柳津線
  - 福島県道59号会津若松三島線

## 名所・旧跡・観光

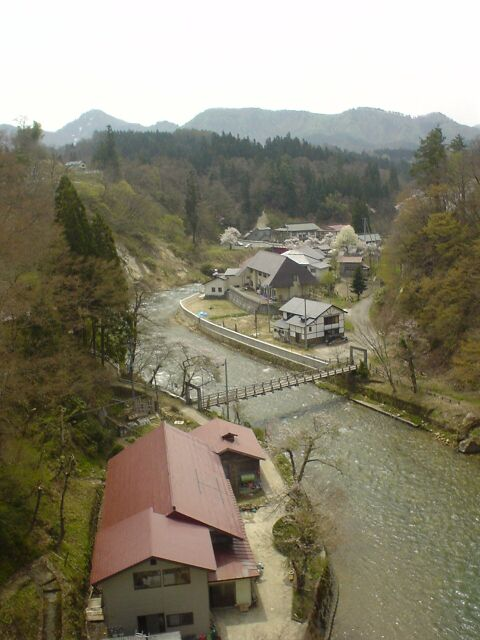
西山温泉

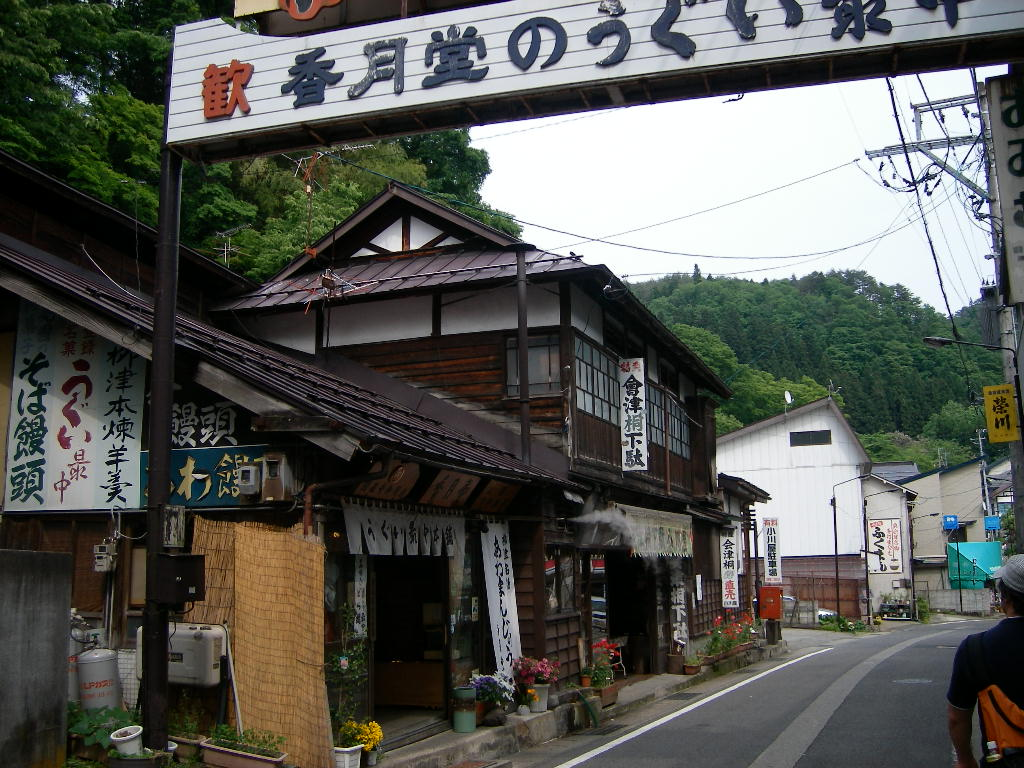
饅頭屋が並ぶ商店街

圓蔵寺の門前町には粟饅頭屋が軒を連ね、「あかべこ通り商店街」が形成されている。門前町ではかつて柳津六坊と呼ばれるなど宿坊の町としての歴史もあり、現在でも温泉宿が営業を続けている。
道の駅会津柳津にてレンタサイクルの貸出があり、隣接する三島町と相互乗り捨て可能となっている点が特筆される。
- 柳津温泉
- 西山温泉
- 圓蔵寺
- おぼ抱き観音
- 会津三十三観音番外2番札所 柳津観音
- 弘法大清水
- 斎藤清美術館
- 道の駅会津柳津
- 只見川ライン下り 柳津観洸船
- 軽井沢銀山跡
- 柳津西山地熱発電所

## 文化・名物

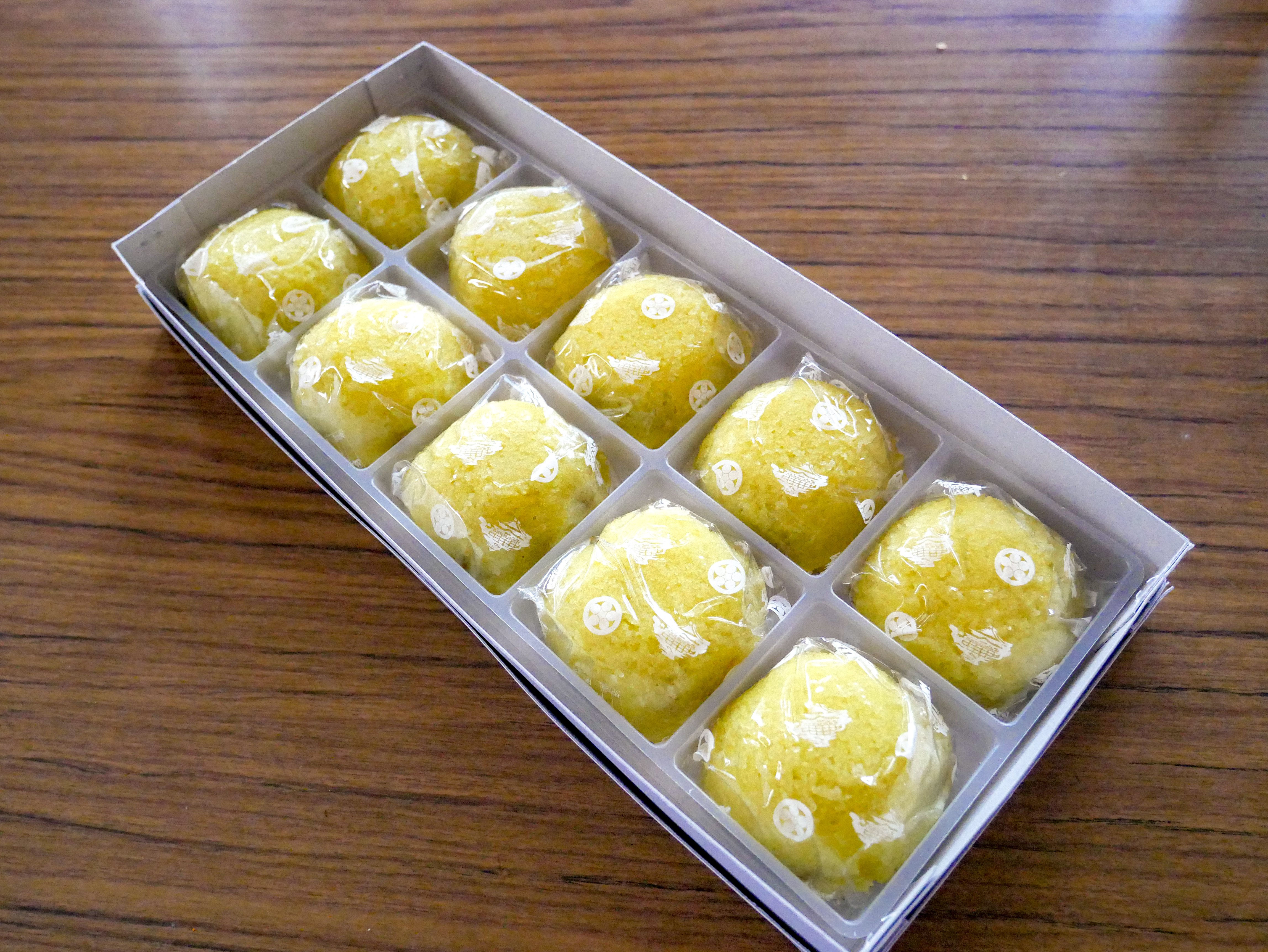
粟饅頭

食文化としては、えご（いごねり）や車麩など越後から伝わったものがあるほか、ニシンを多く食するのが特徴的。
- 七日堂裸まいり（1月7日）
- ニンギョウマンギョウ（2月2日） - 西山地域の冑中地区で行われる、藁人形を用いた伝統行事[7]。
- 久保田三十三観音まつり（4月29日）[8]
- 圓蔵寺霊まつり、稚児行列（8月10日）[4]
- センドムシ（タイマツブチ）（10〜11月） - 西山地域の砂子原地区で旧暦9月に行われる、御神木を燃やす伝統行事[7]。
- 十三講まいり - 数えで13歳になった子どもが対象[8]。
- 微細彫刻 - 大きさ0.2〜3.5 cmほどの小さな仏像[9]。伝承によれば大同年間（806〜810年）が起源とされるが、2024年現在、技術を持つのは町内に1人のみ[4]。
- 粟饅頭
- ソースカツ丼 - 柳津ではカツの下に卵焼きが敷かれるのが特徴[9]。
- 博士そば[9]

## ゆかりの人物・作品
- 鈴木勝（日本大学総長）
- ジヌよさらば〜かむろば村へ〜 - メインのロケ地となった。